# ブラジリアン・ホット・デュオ
『ブラジリアン・ホット・デュオ』（原題：Gil e Jorge）は、ブラジルのミュージシャン、ジルベルト・ジルとジョルジ・ベンジョール（当時の名義はジョルジ・ベン）が1975年に連名で発表したスタジオ・アルバム。オリジナルLPは2枚組だったが、後の再発CDでは1枚にまとめられた。

## 背景
2人のアコースティック・ギター弾き語りによるデュエットに、ベースとパーカッションを加えただけの編成のジャム・セッションが録音され、オーバー・ダビングは行われていない。レコーディングは短期間で行われ、パーカッションを担当したジャルマ・コレアによれば、全曲を4日ほどで録音したという。収録曲は両名の曲のセルフ・カヴァーが中心だが、「サーロ（即興の楽しみ）」は本作のレコーディングで生まれた即興曲で、ジルとベンが共作したのは、これが初めてである。
1978年に発売された日本盤LP (FDX-376)は、各曲とも短く編集されて1枚物のLPとなっていた。

## 評価
『ローリング・ストーン・ブラジル』誌が選出した「ブラジル音楽の偉大なアルバム100」では60位となった。ジョン・ブッシュはオールミュージックにおいて満点の5点を付け「アルバムに収録された長大な曲には、ジルとベンによる高度な相互作用、フレーズのやり取り、そしてその繰り返しがフィーチャーされている」と評している。また、音楽評論家のミケランジェロ・マトスはThe A.V. Clubにおいて、本作をジルベルト・ジルの最高傑作と位置付け「両名が互いに煽り合って、私が今まで聴いてきた中の誰にも凌駕できなそうな、最もフレンドリーかつ最もスリリングなゲームとなっている」と評している。
シンガーソングライターのアーニー・ディフランコは、自身のアルバム『¿Which Side Are You On?』（2012年）を制作していた頃に本作を繰り返し聴いていたとのことで、『ニューヨーク・タイムズ』紙のインタビューにおいて「思うに、（私の聴いているミュージシャンは）一貫して、音楽に対して本当に自由な人たちばかりで、その最たるものが、この『Gil e Jorge』なのよ。限界ギリギリまで生々しい。彼らは本当に自由で楽しそうよね」とコメントしている。

## 収録曲
1. 4. 5. 6.はジョルジ・ベン作、2. 3. 7. 8.はジルベルト・ジル作、9.は2人の共作。
1. 聖なる使徒に栄光あれ - "Meu Glorioso São Cristóvão" - 8:13
2. ブロンド娘のネーガ - "Nega" - 10:37
3. ジュルベバの木 - "Jurubeba" - 11:40
4. 誰の指図? - "Quem Mandou (Pé na Estrada)" - 6:52
5. タジ・マハール - "Taj Mahal" - 14:46
6. 男らしくしろよ - "Morre o Burro, Fica o Homem" - 6:10
7. ラジオで放送 - "Essa é pra Tocar no Rádio" - 6:14
8. ガンジーの信奉者たち - "Filhos de Gandhi" - 13:11
9. サーロ（即興の楽しみ） - "Sarro" - 1:09

## 参加ミュージシャン
- ジルベルト・ジル - ボーカル、アコースティック・ギター
- ジョルジ・ベン - ボーカル、アコースティック・ギター
- Wagner - ベース
- ジャルマ・コレア - パーカッション